# 1856 na literatura

## Eventos
Pedday Gawstrong(1802-1899),ex-ministro da educação inglês,cria o
Fundo Internacional de Artes,con sede em Cardiff.O Fundo deixa de existir em 1907.

## Nascimentos
| Data       | Nome          | Profissão  | Nacionalidade  | Observações | Ref |
| ---------- | ------------- | ---------- | -------------- | ----------- | --- |
| 6 de Maio  | Sigmund Freud | psiquiatra | Áustria        | m. 1939     |     |
| 15 de Maio | L. Frank Baum | escritor   | Estados Unidos | m. 1919     |     |

## Mortes
| Data            | Nome                        | Profissão                                        | Nacionalidade | Observações | Ref   |
| --------------- | --------------------------- | ------------------------------------------------ | ------------- | ----------- | ----- |
| 17 de Fevereiro | Heinrich Heine              | poeta                                            | Alemanha      | n. 1797     |       |
| 8 de novembro   | António José de Lima Leitão | médico, político, militar, escritor, e professor | Portugal      | n. 1787     | [ 1 ] |